# Ландыши (Чувашия)
Ла́ндыши (чув. Лантăш) — деревня в Моргаушском районе Чувашской Республики. Входит в состав Орининского сельского поселения.

## География
Находится в северо-западной части Чувашии, на расстоянии приблизительно 6 км на север по прямой от районного центра села Моргауши у автомагистрали М-7.

## История
Образована в 1930. Число жителей: в 1939 — 87, в 1979 — 88. В 2002 году было 29 дворов, в 2010 — 24 домохозяйства. В 1930 году был образован колхоз «Ландыш», в 2010 действовал СПК «Оринино».

## Население
Постоянное население составляло 74 человека (чуваши 99 %) в 2002 году, 70 — в 2010.